# Teorema de torsión de Mazur
El teorema de Mazur afirma que si {\displaystyle E} es una curva elíptica no singular y tenemos un punto {\displaystyle P\in E(\mathbb {Q} )} de orden {\displaystyle m} finito, entonces {\displaystyle 1\leq m\leq 10} o {\displaystyle m=12}. Es más, el conjunto de los puntos de orden finito forma un subgrupo de {\displaystyle E(\mathbb {Q} )} de una de las dos formas siguientes:
- Un grupo cíclico de orden {\displaystyle 1\leq N\leq 10} o {\displaystyle N=12}.
- El producto de un grupo cíclico de orden 2 y un grupo cíclico de orden {\displaystyle 2N} con {\displaystyle 1\leq N\leq 4}.

Fue enunciado en 1977 por el matemático estadounidense Barry Mazur (n. 1937).
- Datos: Q6799048